# Mariusz Wieczorek (kajakarz)
Mariusz Wieczorek (ur. 20 kwietnia 1977, zm. 21 lutego 2009) – polski kajakarz, wicemistrz Europy.

## Kariera sportowa
Karierę rozpoczął jako VII-klasista szkoły w Pamiątkowie, w 1990, trenując w sekcji kajakarskiej Surmy Poznań, a potem w Posnanii. Jego pierwszym trenerem był Andrzej Kulczak, a trenował z Tomaszem Milczarkiem na dwójkach (w 1993 zdobyli oni srebrny medal na Mistrzostwach Polski Juniorów Młodszych). W 1994 postanowił pływać sam i w 1995 zdobył złoty i dwa srebrne medale na Olimpiadzie Młodzieży w Poznaniu (uznano go też najlepszym zawodnikiem tych zawodów). W 1995 został też wicemistrzem świata juniorów w konkurencji K-4 1000 m, a w 1997 wicemistrzem Europy seniorów w konkurencji K-4 500 m (partnerami byli Grzegorz Andziak, Piotr Olszewski i Paweł Łakomy). Startował również na mistrzostwach świata seniorów w 1997 (K-4 200 m - 4 m., K-4 500 m - 4 m.).
Jego karierę przerwała w 1999 choroba - białaczka.
Nie należy go mylić z kajakarzem górskim Mariuszem Wieczorkiem (ur. 1976).